# Раммука (Тистамаа)
Ра́ммука (ест. Rammuka küla) — село в Естонії, у волості Тистамаа повіту Пярнумаа.

## Населення
Чисельність населення на 31 грудня 2011 року становила 21 особу.

## Географія
Поблизу села проходить автошлях 101 (Аудру — Тистамаа — Нурмсі).